# Euchorium cubense
Euchorium cubense là một loài thực vật thuộc họ Sapindaceae. Đây là loài đặc hữu của Cuba.